# Latte di mandorla (Mameli)
Latte di mandorla è un singolo del cantautore italiano Mameli, pubblicato il 12 luglio 2019.

## Tracce
Testi di Mario Castiglione, Alessandro Forte, Manuela Zero, musiche di Mario Castiglione.
1. Latte di mandorla – 3:33